# Aftermath (chanson de R.E.M.)
Pour les articles homonymes, voir Aftermath.
Singles de R.E.M.
Leaving New York
(2004) Electron Blue
(2005)
Pistes de Around the Sun
Boy in the Well High Speed Train
Aftermath est une chanson du groupe de rock alternatif R.E.M., sortie en tant que deuxième single de leur treizième album studio Around the Sun le 29 novembre 2004. Il s'est classé à la 41e position du UK Singles Chart, manquant le top 40 d'une seule place.

## Liste des pistes
Toutes les chansons sont écrites par Peter Buck, Mike Mills et Michael Stipe.

### CD1
1. Aftermath
2. High Speed Train (Live, Athens, Géorgie - Répétitions, 2004)

### CD2
1. Aftermath
2. So Fast, So Numb (Live, Athens, Géorgie - Répétitions, 2004)
3. All the Right Friends (Live, Athens, Géorgie - Répétitions, 2004)

## Clip vidéo
Le clip a été tourné dans plusieurs endroits dont le Hyatt Regency Hotel à San Francisco et le London Eye.

## Charts
| Chart (2004)      | Meilleure position |
| ----------------- | ------------------ |
| Charts hollandais | 44                 |
| Charts suédois    | 59                 |
| UK Singles Chart  | 41                 |

## Source
- (en) Cet article est partiellement ou en totalité issu de l’article de Wikipédia en anglais intitulé « Aftermath (R.E.M. song) » (voir la liste des auteurs).